# تشرشل (مانيتوبا)
تشرشل (بالإنكتيتوتية: ᑯᒡᔪᐊᖅ) هي بلدة في مقاطعة مانيتوبا الشمالية، كندا، تقع على الساحل الشرقي لخليج هدسون، نحو 110 كيلومتر من الحدود الفاصلة بين إقليمي مانيتوبا ونونافوت. تشتهر البلدة بكثرة الدببة القطبية التي تتنقّل من الداخل باتجاه الساحل خلال الخريف، وهذا ما أَطلق عليها اسم «عاصمة الدببة القطبية في العالم»، ما ساعد على نمو مجال السياحة فيها.

## الجغرافيا
تقع تشرشل على خليج هدسون، عند مصب نهر تشرشل، على خط عرض 58° شمالًا، بعيدةً عن أكثر المناطق الكندية اكتظاظًا. تقع تشرشل بعيدة عن أي بلدات أو مدن أخرى، إذ تعد مدينة تومبسون التي تبعد عنها 400 كيلومترًا (205 ميل) باتجاه الجنوب، أقرب المدن المأهولة إليها. تقع عاصمة إقليم مانيتوبا، وينيبيغ، نحو 1000 كيلومتر شمال تشرشل.[بحاجة لمصدر]

## التاريخ
سكنت تشكيلة واسعة من شعب القطب الشمالي البدوي هذه المنطقة وصادت فيها. وصل شعب أقصى الشمال إليها من الغرب منذ نحو ألف عام، وتطوروا إلى أن أصبحوا ما يعرف اليوم بشعب الإنويت (الإسكيمو). وصل إليها هنود ألاسكا وشمال غرب كندا من أقاصي الشمال منذ 500 عام. في الوقت الذي سبق وصول الأوروبيين، كانت المنطقة مأهولة بالغالب من قِبل شعب تشيبويان وكري الأصليين.[بحاجة لمصدر]
وصل الأوروبيون إلى المنطقة عام 1619 عبر بعثة دنماركية قادها ينس مونك حطّت رحالها قرب المنطقة التي عرفت لاحقًا باسم تشرشل. فقط 3 من أصل 64 من طاقم البعثة استطاع النجاة خلال فصل الشتاء وأبحروا بواحدة من سفينتي البعثة، لامبري، عودةً إلى الدنمارك. عثر علماء آثار دنماركيون عام 1964 على بقايا السفينة المهجورة، وحيد القرن (فرقاطة)، في المسطحات المائية التي تبعد بضعة كيلومترات عن مصب النهر. أُخذت جميع الاكتشافات إلى الدنمارك؛ يُعرض بعضها ضمن المتحف الوطني في كوبنهاجن.
بعد محاولة فاشلة بين عامي 1688 و1689، بنت شركة خليج هدسون أول مستعمرة دائمة، تشرشل ريفر بوست، وهو حصن يبعد كيلومترات قليلة عن منبع نهر تشرشل. سُميت المحطة التجارية والنهر على اسم جون تشرشل، دوق مارلبورو الأول (أحد أجداد ونستون تشرشل) والذي ترأس شركة خليج هدسون في أواخر القرن السابع عشر. بُني الحصن في الغالب من أجل الاستفادة من تجارة الفراء في أمريكا الشمالية، بعيدًا عن متناول مصنع يورك. تعاملت بشكل رئيسي مع سكان شيبويان الأصليين الذين يعيشون شمال الغابة الثلجية (تايغا). جاء معظم الفرو من مناطق بعيدة مثل بحيرة أتاباسكا وجبال الروكي.[بحاجة لمصدر]
بكونها طرفًا من النزاع الإنكليزي-الفرنسي على أمريكا الشمالية، استُبدل الحصن الأصلي بين عامي 1731 و1741 بحصن أمير ويلز، وهو حصن صخري واسع يقع غرب شبه الجزيرة عند مصب النهر. استولى الفرنسيون على الحصن عام 1782 بقيادة لابيروز، إذ كان البريطانيون بقيادة صامويل هيرن قليلي العدد، ولم يكونوا جنودًا بأية حال، وأعلنوا استسلامهم دون إطلاق رصاصة واحدة. اتفق القادة على إطلاق صلاح هيرن وإعطائه ممرًا آمنًا إلى إنكلترا برفقة 31 مواطنًا بريطانيًا على متن سفينة سيفيرن، بشرط أن ينشر قصته مباشرة تحت عنوان «رحلة إلى المحيط الشمالي». في المقابل، أطلق البريطانيون وعدًا بإطلاق نفس العدد من الأسرى الفرنسيين وبرفقتهم بحّار بريطاني على دراية بأحوال المحيط لينقل الفرنسيين بأمان من خليج هدسون خلال وقت من العام جازف فيه الفرنسيون حصارهم في الجليد الشتوي. قام الفرنسيون بمحاولة غير موفقة في هدم الحصن. كان السكان الأصليون أكثر من تأثروا سلبًا، إذ كانوا قد أصبحوا يعتمدون فقط على البضائع القادمة عن طريق الحصن، وأصيب كثيرٌ منهم بالمجاعة. بدأت عمليات إعادة البناء الشاملة وتعزيز بقايا الحصن منذ خمسينيات القرن الماضي.[بحاجة لمصدر]

## معرض صور
- قطع مُصوَّر يظهر دبّين قطبيّين يتدربان على القتال لهوًا في بلدة تشرشل.